# Itacurubi

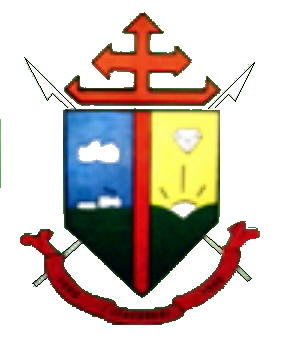
Escudo de Itacurubi.

Itacurubi es un municipio brasileño del estado de Rio Grande do Sul.
Se encuentra ubicado a una latitud de 28º47'43" Sur y una longitud de 55º14'07" Oeste, estando a una altitud de 160 metros sobre el nivel del mar. Su población estimada para el año 2004 era de 3.571 habitantes.
Ocupa una superficie de 1120,8 km².
- Datos: Q1757590
- Multimedia: Itacurubi / Q1757590